# Delphi
Delphi，是Windows平台下Object Pascal语言集成开发环境，支持应用程序快速开发（Rapid Application Development，简称RAD）。最初版本由美国Borland公司於1995年开发，用于接替DOS時代盛行一時的「Turbo Pascal」。主创者為安德斯·海尔斯伯格。經過數年發展，此產品已轉移至Embarcadero Technologies公司旗下。
从产品名称上就可以知道，Turbo Pascal使用的是Pascal语言。从Turbo Pascal 5.5版开始，Borland公司在传统Pascal的基础上加入了物件導向的功能。
Delphi所用语言是由传统Pascal语言发展而来的Object Pascal，以图形用户界面（Graphical User Interface，简称GUI）为开发环境，透過IDE、图形界面库Visual Component Library (VCL)工具與編譯器，配合連結資料庫的功能，構成一個以物件導向程式設計為中心的應用程式開發工具。Delphi所編譯的可執行檔，雖然容量較大，但因為產生的是真正的原生機器碼，效能上比較快速。除了使用資料庫的程式之外，不需安裝即可執行，在使用上相當方便。
Delphi在本质上為軟體開發工具，並非程式语言，但由于Delphi几乎是目前市场上唯一使用Pascal，並持續推出新版本的商业产品。因此，有時人们會把Delphi視為Object Pascal的代名词。Borland公司因而把Object Pascal改称为Delphi。2006年，Borland把开发工具产品线独立出来，成立了一家新的公司CodeGear，並把產品線交由此公司负责。原本的Delphi，亦曾一度因此被命名为Turbo Delphi。但是在新的版本中，除了Delphi for Win32（原有的Delphi版本）之外，还有一个新产品「Delphi for PHP」。在CodeGear的发展规划中，或许“Delphi”不再是Object Pascal的专屬IDE名稱，而是将之提升到通用IDE品牌的層次。2008年5月7日，Embarcadero Technologies（易博龙）公司宣布以2300万美元的价格收购CodeGear公司，从而把Delphi收入囊中。2009年5月6日，Micro Focus宣布以7500万美元收购Borland。
Delphi目前的最新版本是Delphi 12 Athens。

## 技术特点

### VCL
每一种开发工具，仅有程式语言是不够的，还需要一个完备的函数库／类库。Delphi使用的类库是可視元件類別館VCL（Visual Component Library）。同MFC、OWL一样，VCL也是一種開發架構（Framework），采用了物件導向技术对Windows應用程式的开发进行了封装，使用PME（Property/Method/Event）的开发模式，极大的提高了开发效率。

### 跨平台开发
在Delphi 7之後，開始支援Linux下的Kylix，目前Kylix的最新版本为3。Borland公司为了支援Delphi的跨平台开发，从Delphi 6.0开始加入了另外一个開發架構CLX。开发人员可以使用CLX架構开发出可以在Kylix中编译的程式。但是從Delphi 8開始，其後續版本並不再對CLX提供支援。
.NET支援
2003年推出的Delphi从8.0，开始正式支援微软公司的.NET平台。Delphi9 或 Delphi 2005，亦将Delphi整合在一个IDE环境中（同时也支援C#）。由於提供了.Net Framework的CLR，因此可用Delphi的程式碼，編譯成和.NET相同的執行碼，也可使用.NET的各項类库，使得程式設計上更富有彈性。

### 跨平台开发（Delphi XE2）
通过Delphi XE2所带的FireMonkey平台，Delphi可以开发跨平台应用程序，并原生编译到Windows和Mac OS X平台。FireMonkey还可以为iPhone、iPod Touch和iPad创建iOS应用，并分发到苹果公司的应用商店。Delphi的FireMonkey应用程序拥有完全的硬件加速。

### 分散式應用系統
應用程式開發團隊的每位成員，不見得會使用同一套開發工具，因此Delphi支援COM／DCOM與CORBA，可供Delphi設計人員使用Visual C++、Visual Basic的ActiveX元件，或使用DCOM、CORBA的功能讓Java應用程式取用其共享功能。

### 版本历史
| 年份      | 版本  | 特点 |
| --------- | ----- | --- |
| 1995      | 1.0   | 支援16位元Windows，以VCL架構為基礎的視覺化开发环境。 |
| 1996      | 2.0   | 以32位元编译器为核心，支援主從式（C/S）資料庫的應用程式开发。 |
| 1997      | 3.0   | 语法：加入介面机制。IDE：首次提供Code Insight。 |
| 1998      | 4.0   | 语法：加入動態陣列和方法改寫。IDE：增强偵錯能力，提供樣板。 |
| 1999      | 5.0   | 加强IDE和偵錯功能，以及對資料庫的支援。並提供TeamSource，简化Internet的开发工作。 |
| 2001      | 6.0   | 支援Web Service，以及跨平台的Kylix 1.0和CLX。 |
| 2002      | 7.0   | 提供了.NET的过渡，增强的Internet开发（IntraWeb），完善資料庫支援，並加入Indy網路元件與Rave Report資料庫報表，同時支援UML及XP的程式製作。 |
| 2003      | 8.0   | 单纯的for .NET版本，可用C#語言進行程式開發工作，並保留了Delphi的易用性（業界视其为一个过渡版本） |
| 2004      | 9.0   | 正式名称：Delphi 2005。语法：加入了inline及for in loop等功能。IDE：把Borland Delphi.Net、Borland Delphi Win32、Borland C#、Enterprise Core Objects等环境和功能整合為一个开发工具，因此可以在Win32和.NET開發環境中切換或同時進行。 |
| 2005      | 10.0  | 發佈名稱：Borland Developer Studio（BDS）2006。整合C++ Builder; ECO（Enterprise Core Objects）升級到ECO III；以及Together for Delphi，可以在同一個IDE中進行UML開發；QA Audits和QA Metrics可以快速把握專案的設計和代碼的質量。从此版开始，Delphi正式支持运算符重载。 |
| 2006      | Turbo | Borland將BDS 2006拆分成幾個獨立的版本（Delphi for win32、Delphi for .net、C#、C++ Builder），而且不能同時安裝兩個不同的版本。由於Borland的IDE生産部門，獨立成為一家名為CodeGear的公司，所以這個版本是以Borland名義推出的最後一個版本。 |
| 2007/09   | 11.0  | 正式名称：CodeGear RAD Studio - Delphi 2007。正式对Windows x86的API進行了完善，這個版本亦是最後一個支援VCL.NET的版本。 |
| 2008/09   | 12.0  | 正式名称：CodeGear RAD Studio - Delphi 2009。正式全面支援統一碼。从此版开始，Delphi终于实现了用户期待已久的功能：完整的泛型支持。从此Delphi语法在面向对象领域终于和C++持平。 |
| 2009/08   | 14.0  | 正式名称：Embarcadero® RAD Studio 2010。代码编辑器加入了自动排版功能，编写出漂亮的源代码格式不再是累人的事情。 |
| 2010/08   | 15.0  | 正式名称：Embarcadero® RAD Studio XE。首次在IDE里集成了Profile工具，Delphi开发人员终于可以方便地测试自己的代码运行效率了。 |
| 2011/08   | 16.0  | 正式名称：Embarcadero® RAD Studio XE2。支持编译64位Windows应用程序。支持跨平台，这项技术被称作FireMonkey，支持完全的硬件加速。使用FireMonkey可以创建Windows、Mac和iOS的原生应用程序，能够充分利用CPU和GPU。并且FireMonkey也带来了一个全新的2D/3D UI框架。 |
| 2012/08   | 17.0  | 正式名称：Embarcadero® RAD Studio XE3。橫跨Windows8和APPLE Mac OS－Mountain Lion兩平台的最佳開發工具，於2012年9月正式上市，主打符合多平台，並支援最新的Windows 8。 |
| 2013/04   | 18.0  | 正式名称：Embarcadero® RAD Studio XE4。通过 Delphi iOS ARM 编译器、工具链、全新可视化开发环境，开发iOS 应用。新增 FireDAC，实现功能强大、快速且简单的数据访问。 |
| 2013/09   | 19.0  | 正式名称：Embarcadero® RAD Studio XE5。可以利用 Delphi 开发 Android 应用、利用C++开发 iOS 应用。REST 客户端支持，以访问基于云端的 RESTful web 服务(在专业版和更高级版本中)。 |
| 2014/04   | 20.0  | 正式名称：Embarcadero® RAD Studio XE6。全新 VCL 样式，可使用Windows样式的外观。在Windows平板电脑上开发VCL应用，访问设备传感器。用delphi进行的多设备应用不仅包括PC、平板电脑、和智能手机，现在已延伸到可穿戴设备，可以创建运行在Google 眼镜上的Android 应用。除Windows、Mac OS X和iOS外，还可以添加 Android 作为您的应用的目标平台。用单一的C++代码库，创建针对Android 和iOS 的应用。可以把32位应用（包括程序包）完全移植到64位，将组件放入共享的函数库(DLL)。 |
| 2014/09   | 21.0  | 正式名稱 : Embarcadero® RAD Studio XE7。 |
| 2015/04   | 22.0  | 正式名稱 : Embarcadero® RAD Studio XE8。支援iOS 64bit |
| 2015/08   | 23.0  | 正式名稱 : Embarcadero® RAD Studio 10 Seattle。 |
| 2016/04   | 24.0  | 正式名稱 : Embarcadero® RAD Studio 10.1 Berlin。 |
| 2017/03   | 25.0  | 正式名稱 : Embarcadero® RAD Studio 10.2 Tokyo。 |
| 2018/11   | 26.0  | 正式名稱 : Embarcadero® RAD Studio 10.3 Rio。 |
| 2020/5/26 | 27.0  | 正式名稱 : Embarcadero® RAD Studio 10.4 Sydney。 |
| 2021/9/9  | 28.0  | 正式名稱 : Embarcadero® RAD Studio 11 Alexandria。IDE支持高DPI。 |
| 2023/11/9 | 29.0  | 正式名稱 : Embarcadero® RAD Studio 12 Athens。支持Skia。64位的IDE。 |

## 市场状况
Delphi本身是极其优秀的编译器，比C++易学，比VB强大，曾经在国际市场上风靡一时。“真正的程序员用C，聪明的程序员用Delphi”，这句话是对其最经典、最实在的描述。由于Borland公司连续决策失误，以及Microsoft與Java的冲击，使得Delphi衰落。在軟體主要是桌機版的時代，在台灣，Delphi 與 Visual Basic 都流行一時，也都在 Web 流行起來後走向沒落。在中国，又由于公司商业策略的考量，Delphi的市佔率越来越少。现在大部分的Delphi使用者，多為舊版本培养出來的老客户，而後來的Delphi使用者則是逐漸減少。之所以會有這種現象，除了微軟與Java兩大陣營的競爭效應，以及Delphi本身就缺乏中文教材的因素之外，在程式設計的正規教育體系中，此開發工具亦非主流學科。在這樣的環境下，如果Delphi得不到强大的软件公司作为后台来重点开发它，就很难再次崛起。免费软件Lazarus在一定程度上也可作为Delphi的互补品。

## 歷史演變
Delphi發展一直到Windows 98出現時候，當時推出的Delphi 5.0才成熟穩定，當時同類型的最大對手是Microsoft的資料庫軟體Visual FoxPro與老牌視覺化的Visual Basic，這時是BDE（Borland Database Engine）與Delphi做資料庫配搭最全盛的時候，之後版本支援ADO、SQL、dbExpress等等都是要取代16位元的BDE資料庫，在Visual Basic大量推行下，視覺化的Delphi又有新程式語言Java可選擇，開Pascal課程的學校越來越少，市面上願意出版Delphi的參考書本也越來越少，相對的找不到參考書籍的使用群也減少了。

## 外部連結
- Virtual Pascal官方網站（页面存档备份，存于）：和Delphi、Lazarus同為視覺化整合開發環境。
- Delphi K.Top討論區台灣Delphi設計師交流網站Delphi K.Top討論區
- 捷康科技（页面存档备份，存于）大中華區經銷商-捷康科技
- 全球程式語言排名（页面存档备份，存于）
- Delphi（RAD Studio）重要版本新功能（页面存档备份，存于）